# Баден (Франция)
Баден (фр. Baden) — коммуна на северо-западе Франции, находится в регионе Бретань, департамент Морбиан, округ Ван, кантон Ван-2. Расположена в 12 км к юго-западу от Вана, в месте впадения реки Оре в залив Морбиан, в 7 км от национальной автомагистрали N165.
Население (2019) — 4 396 человек.

## Достопримечательности
- Церковь Святого Петра
- Часовня Святого Мериадека XVIII века
- Дольмен Тульверн

## Экономика
Структура занятости населения:
- сельское хозяйство — 9,1 %
- промышленность — 7,5 %
- строительство — 10,6 %
- торговля, транспорт и сфера услуг — 43,6 %
- государственные и муниципальные службы — 29,1 %

Уровень безработицы (2018) — 11,1 % (Франция в целом — 13,4 %, департамент Морбиан — 12,1 %). 

Среднегодовой доход на 1 человека, евро (2018) — 26 680 (Франция в целом — 21 730, департамент Морбиан — 21 830).

## Демография
Динамика численности населения, чел.

## Администрация
Пост мэра Бадена с 2020 года занимает Патрик Эвно (Patrick Eveno). На муниципальных выборах 2020 года возглавляемый им независимый блок одержал победу во 2-м туре, получив 40,00 % голосов (из трёх блоков).
| Период | Период | Фамилия         | Партия       | Примечания              |
| ------ | ------ | --------------- | ------------ | ----------------------- |
| 1971   | 1989   | Раймон Ле Кор   |              | капитан торгового судна |
| 1989   | 2014   | Морис Николазик | Разные левые |                         |
| 2014   | 2020   | Мишель Бенвель  |              | пенсионер               |
| 2020   |        | Патрик Эвно     |              |                         |

## Города-побратимы
- Вайльхайм, Германия

## Галерея

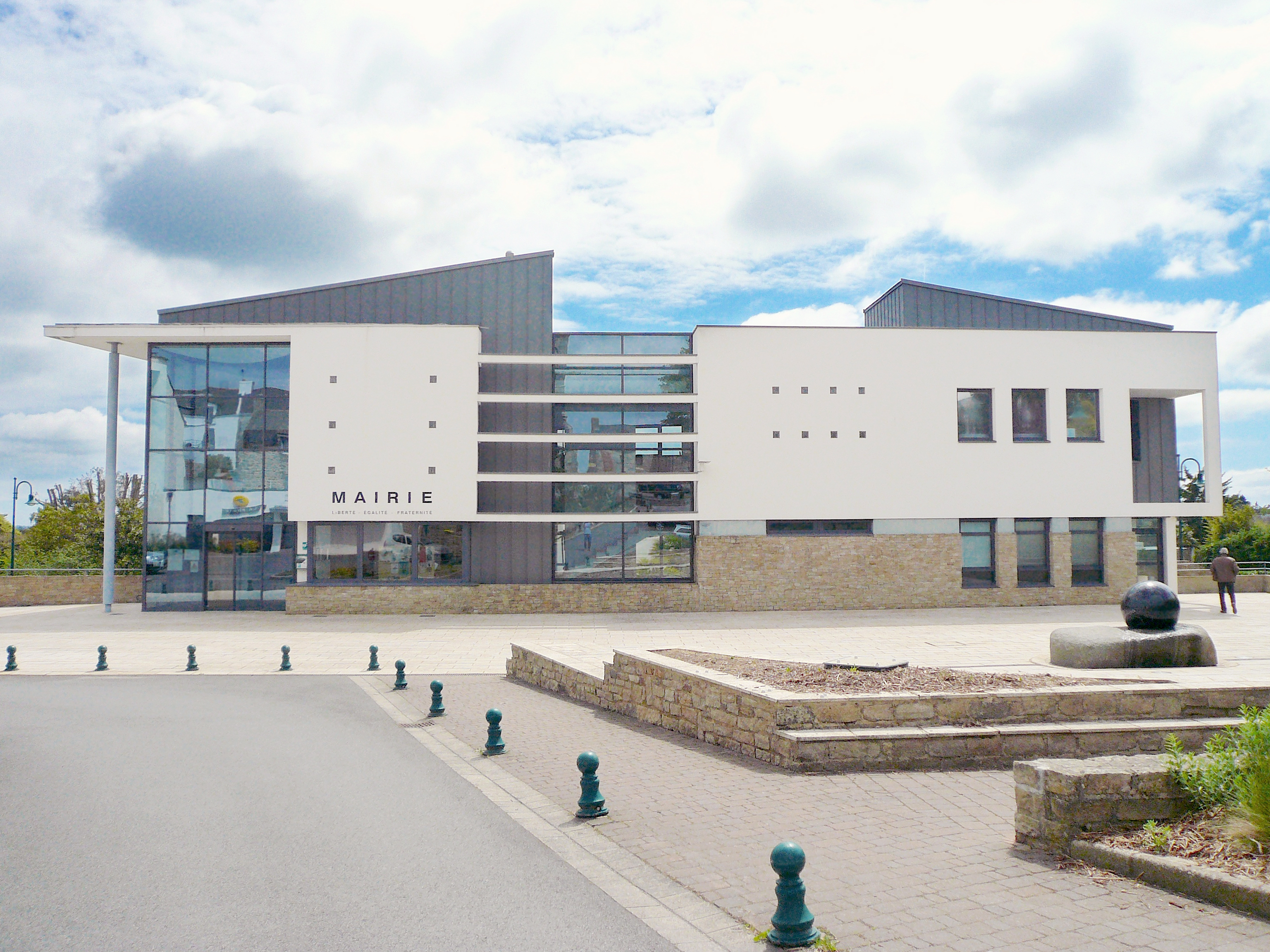
Мэрия
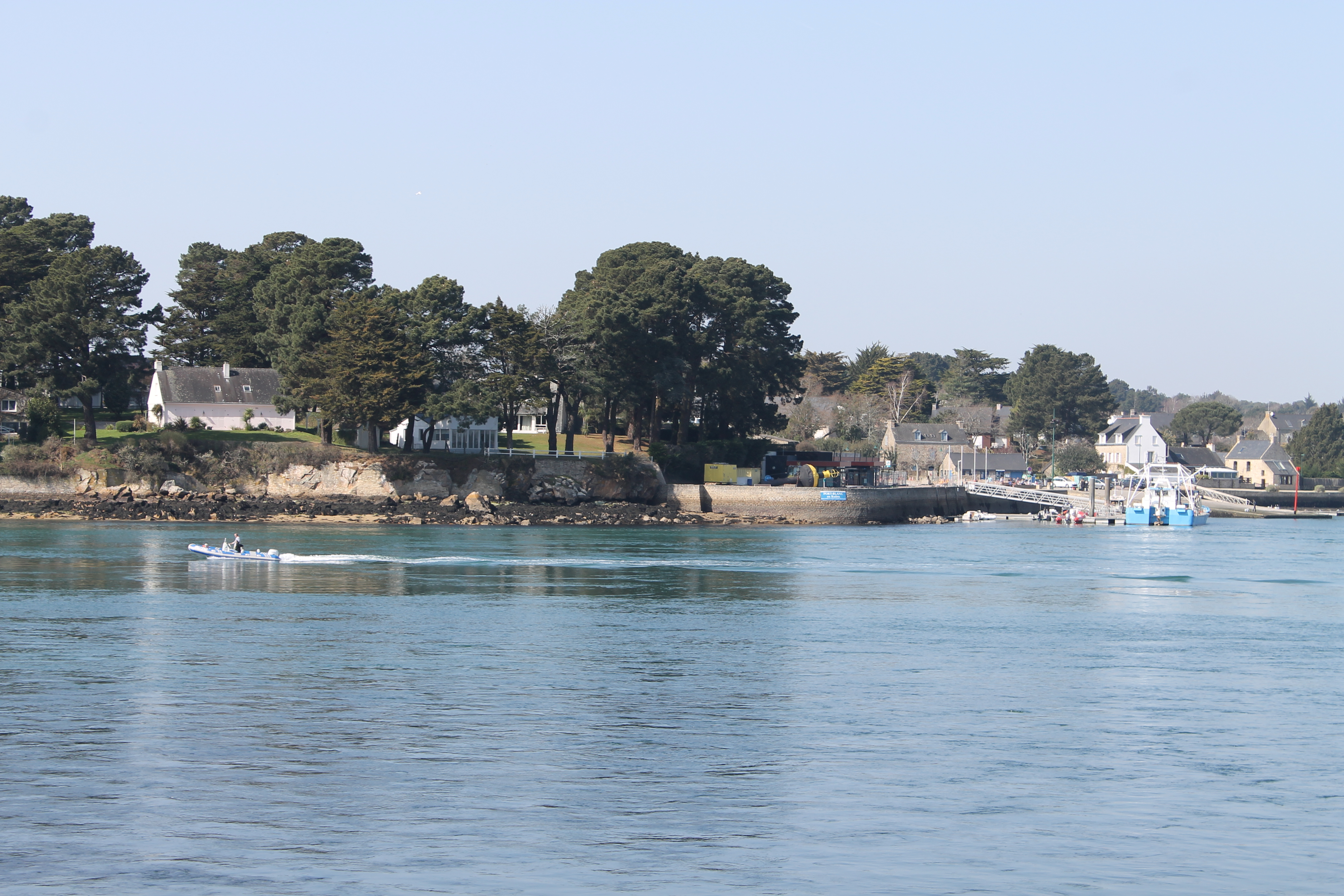
Порт Блан
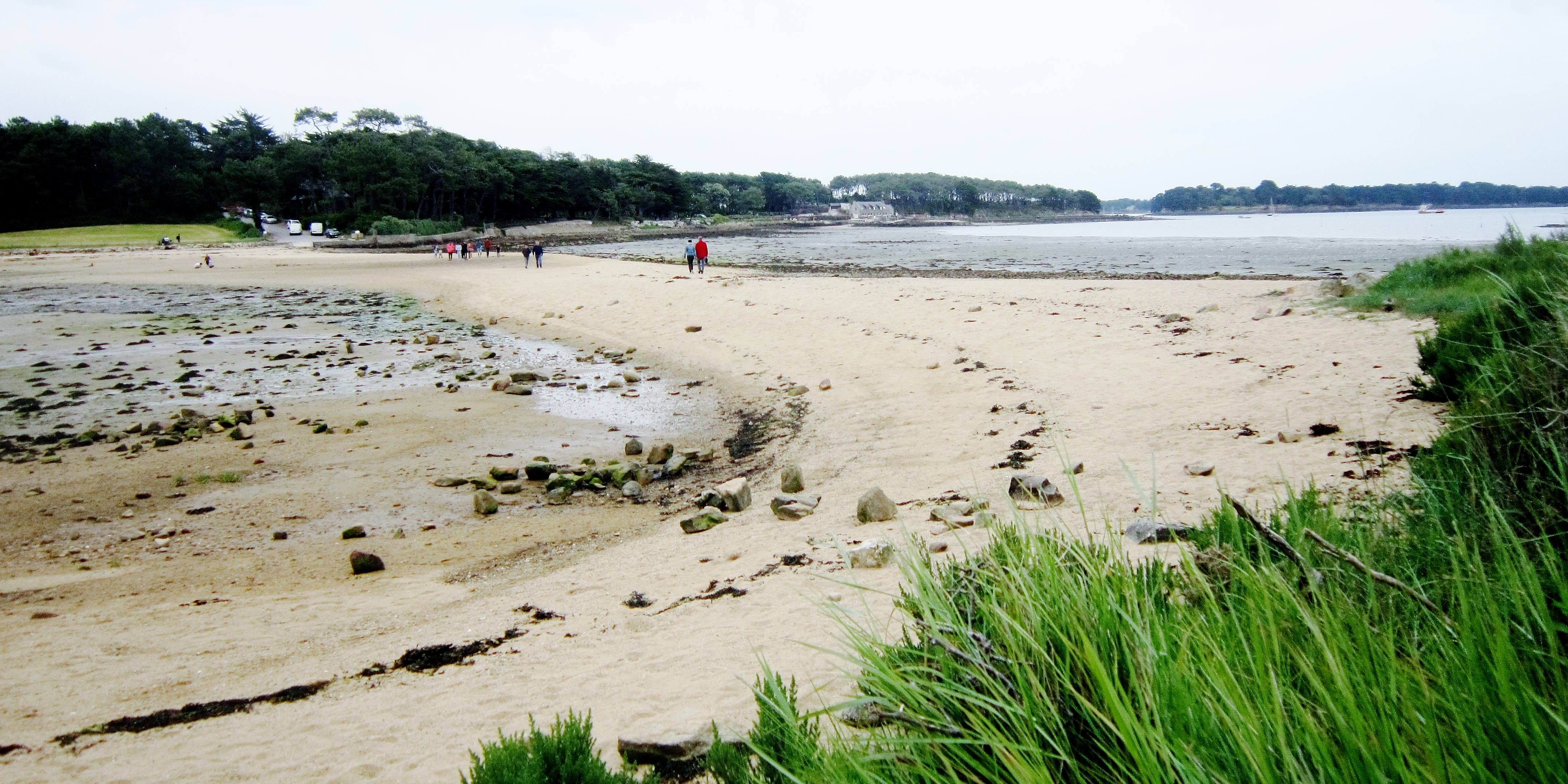
Отмель, соединяющая остров Сет с материком во время отлива